# Ikke-produktive former
Ikke-produktive former kaldes i grammatik ordformer og bøjninger, der er overleveret fra tidligere sprogstadier, men som ikke danner grundlag for nydannelser i det nutidige sprog. 
Svagtbøjede verber kan i præteritum ende på -te (fx spiste) eller -ede (legede). Men ved nydannelser kommer der ikke flere til, der har datid på -te, så det kaldes en ikke-produktiv form. Nydannelser får altid datid på -ede (produktiv form), fx kvitte, datid kvittede.
Stærktbøjede verber hører til de ikke-produktive, for alle nytilkomne verber bøjes svagt.
Kasusrelikter i dansk repræsenterer kasusbøjninger, der er overleveret gennem mange år; men der kommer ikke nye udtryk til, hvor danske substantiver står i genitiv eller dativ. Det er altså ikke-produktive former. I moderne dansk styrer alle præpositioner oblik kasus (fællesfald).
På dansk er diminutivformer ikke produktive.